# Nécropole de Banditaccia
La nécropole de Banditaccia (en italien : Necropoli della Banditaccia) est une nécropole antique étrusque proche de la ville de Cerveteri en Italie. Elle a été inscrite sur la liste du Patrimoine mondial établie par l'UNESCO avec celle de Monterozzi en 2004. Le terme Banditaccia dérive de l'italien Bando, terme pour la location déniée aux propriétaires terriens de Cerveteri, en faveur de la population locale.
Elle couvre une surface de 45 hectares, dont 10 ha peuvent être visités, pour un total de 1 000 tombes dont un bon nombre sont couvertes du monticule caractéristique des tumulus. C'est une des plus grandes nécropoles antiques dans le monde méditerranéen. Les tombeaux couvrent une longue période, allant de la culture de Villanova du IXe siècle av. J.-C. à la période étrusque tardive du IIIe siècle av. J.-C. Les plus anciennes ont la forme d'un puits, dans lequel les cendres des morts ont été logées (tombe a ziro) ; des niches simples sont également présentes.

## Archéologie

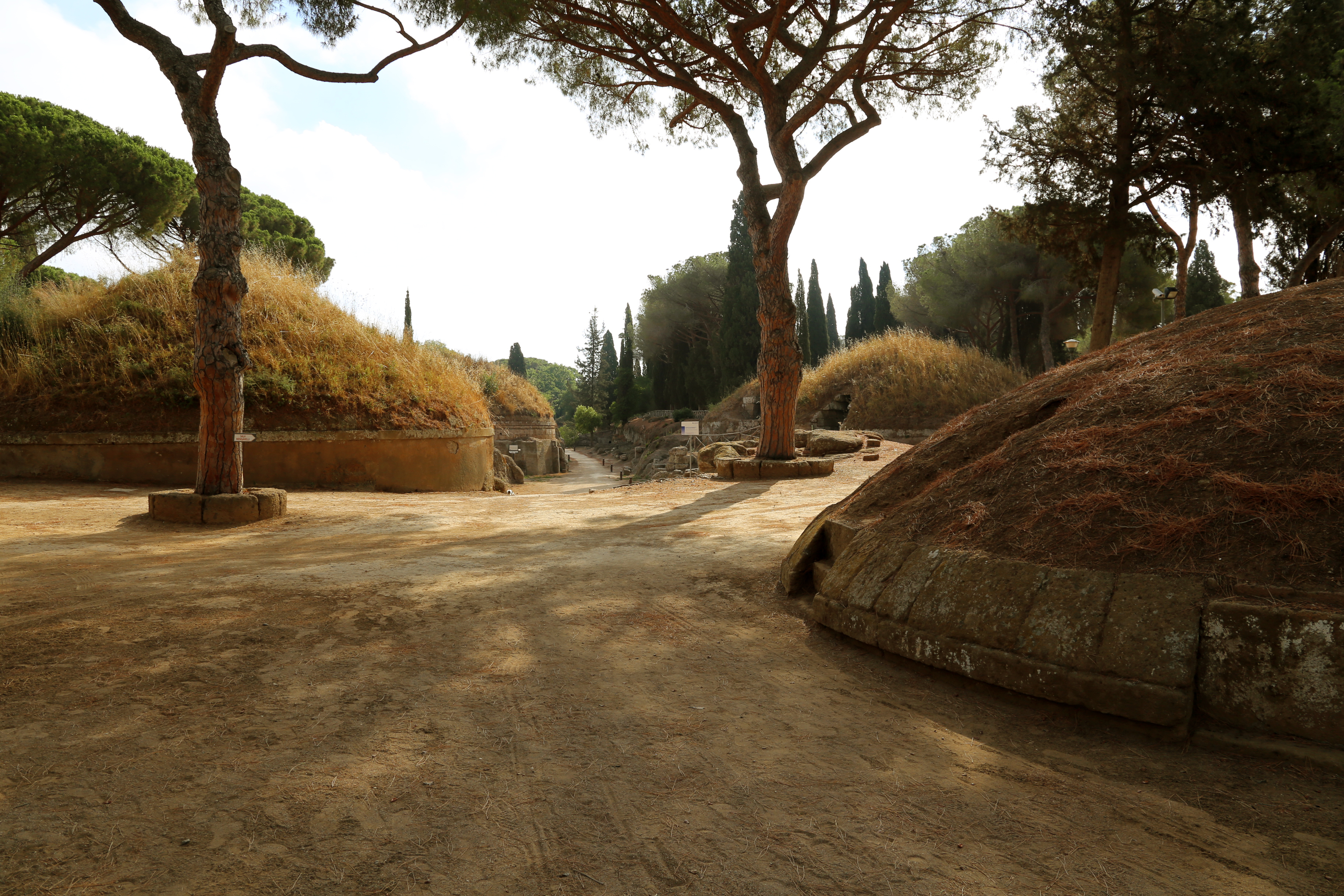
La Via degli Inferi, entrée de la nécropole.

Une bonne partie des connaissances actuelles sur cette civilisation nous viennent des détails de la décoration de ces tombeaux. La plus célèbre de ces tombes est celle dite dei Rilievi ou « des Reliefs » du IVe siècle av. J.-C., identifiée par une inscription comme étant celle d'un certain Matunas et qui contient une série exceptionnelle de fresques, des bas-reliefs et des sculptures en stuc dépeignant une grande série d'objets de la vie quotidienne chez les Étrusques.
Les tombeaux les plus récents datent du IIIe siècle av. J.-C. Certains d'entre eux disposent d'un cippe externe, cylindrique pour les hommes, et sous la forme d'une petite cabane pour des femmes.
La plupart des vestiges découverts dans la nécropole de Cerveteri sont exposés au Musée national étrusque de la villa Giulia à Rome ou au Museo Nazionale Archeologico à Cerveteri.
Plusieurs sarcophages étrusques dits du type « Sarcophage des Époux », ont été fabriqués à Caere vers 520 av. J.-C., et découverts vers 1850 dans la nécropole par le marquis Giampietro Campana.

## Types de tombeaux
On trouve trois types de tombeaux pour la période étrusque (ordre chronologique) :
- Les tombes, complètement enterrées dite « à hypogée » (Tomba del Pozzo et tombe des Reliefs).
- Les tumulus, structures circulaires construites dans le tuf, et leurs intérieurs multiples, creusés directement dans la roche, dans lesquels se trouvent les chambres funéraires (a camera), accessibles par un couloir (dromos), puis distribuées par un vestibule  central (atrium).
- Les tombes a dado[2] en « cube », construits en alignement le long de chemins. Le secteur ouvert à la visite contient deux rues, la via dei Monti Ceriti et la via dei Monti della Tolfa (VIe siècle av. J.-C.).

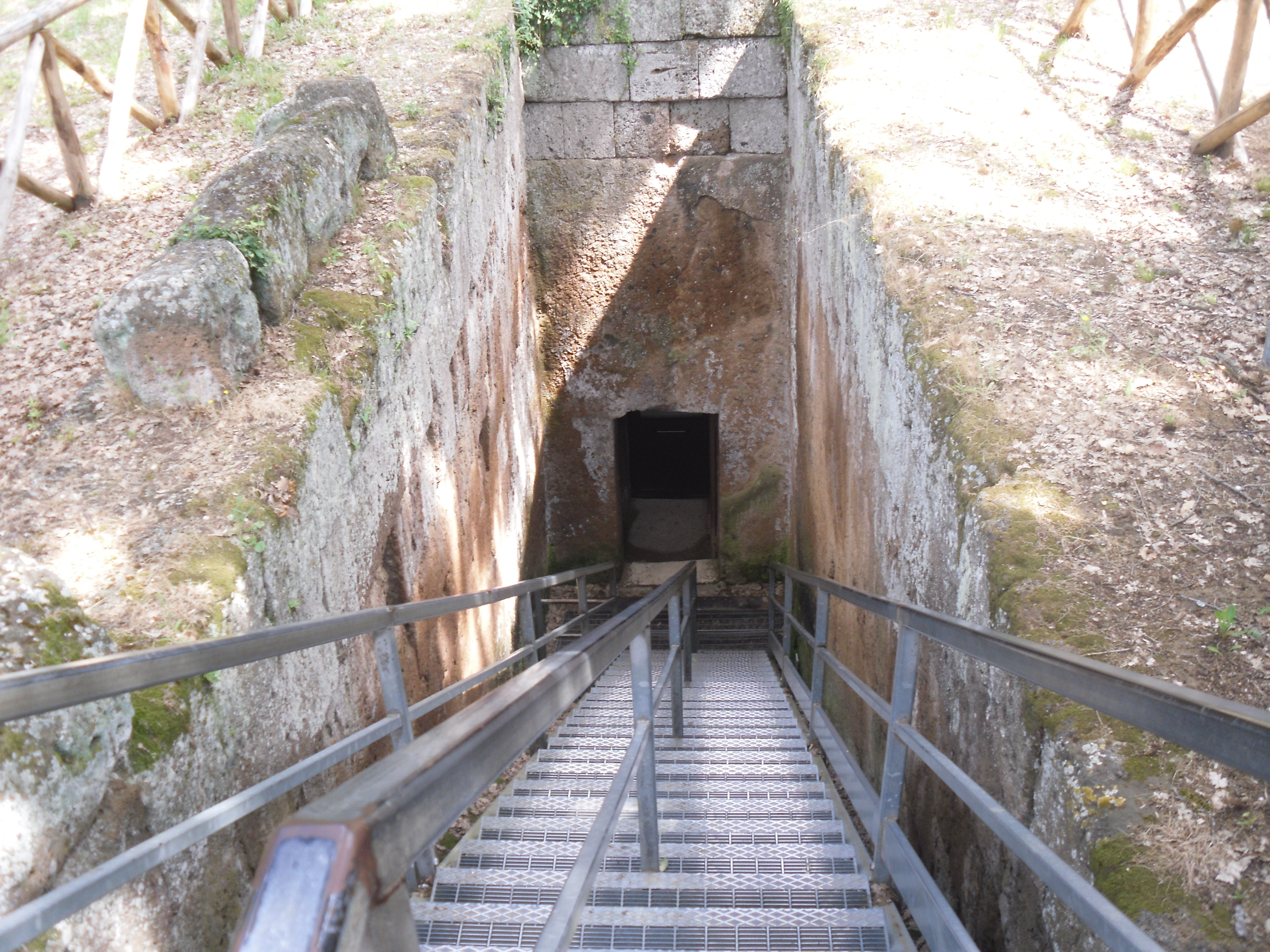
Hypogée : entrée de la Tombe des Reliefs.
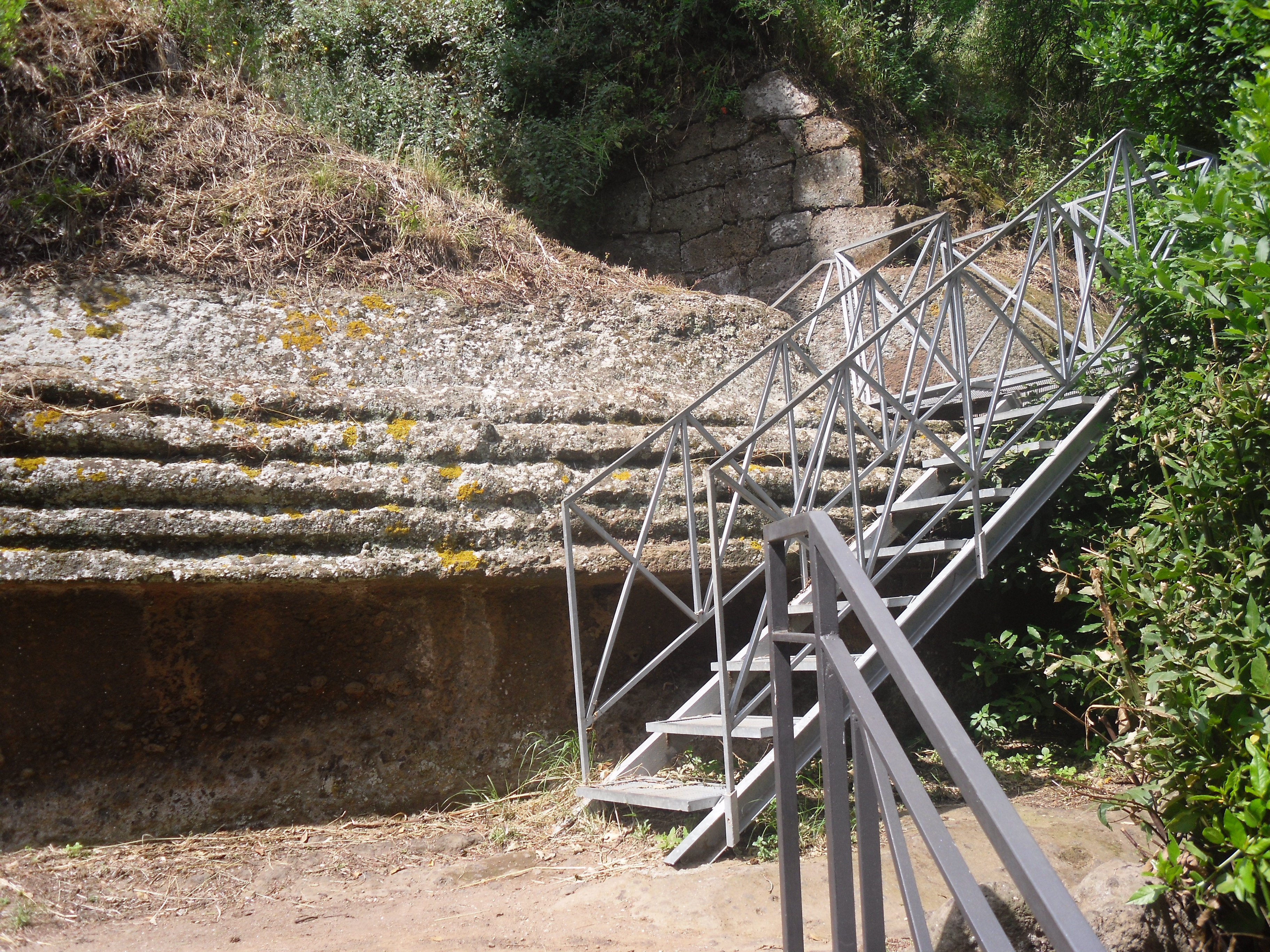
Tumulus : la Tomba dei Doli.
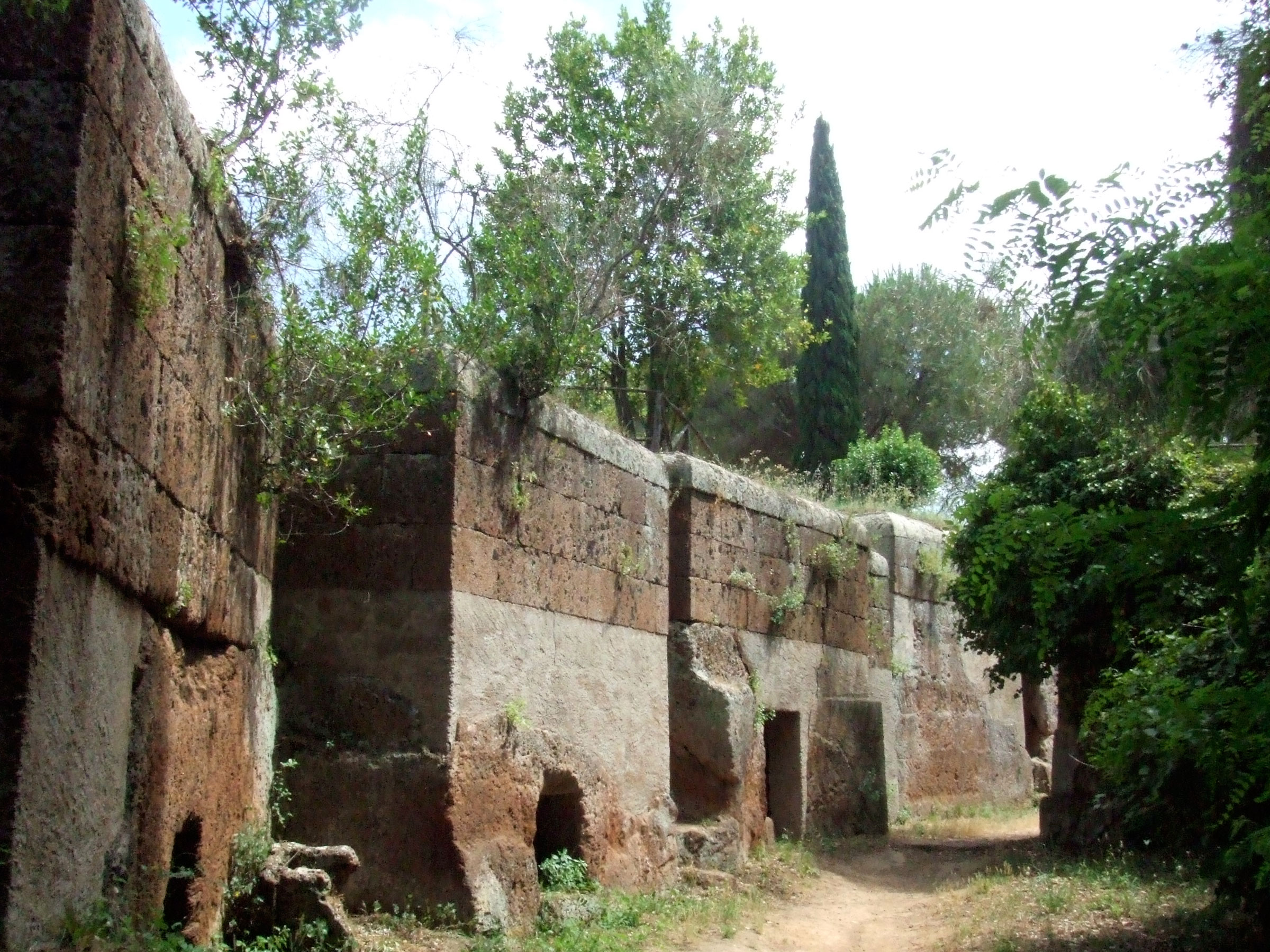
Alignement de tombes a dado.

## Tombes

### Tombe des Chapiteaux

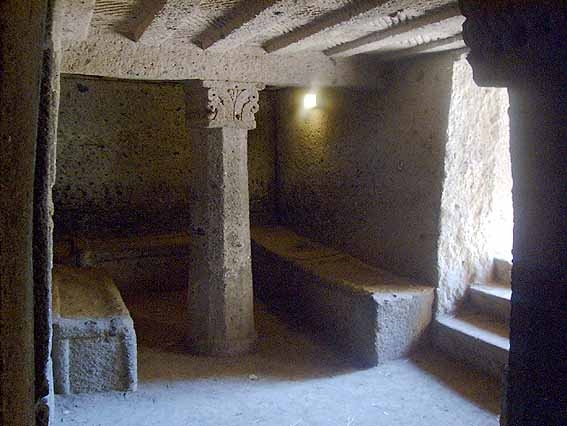
Tombe des Chapiteaux.

Tombe à hypogée du VIe siècle av. J.-C. creusée dans le tuf volcanique, à entrée unique.
Le petit dromos mène à une vaste salle à deux colonnes à chapiteaux éoliques qui soutiennent le plafond entaillé, simulant les poutres et les lames de parquet des maisons des vivants.
Huit banquettes funéraires communiquent par trois portes avec les trois chambres funéraires à deux places : homme à gauche et femme à droite. Le lit funèbre des femmes comporte une rehausse triangulaire aux deux extrémités et celui des hommes la forme d'une klinê.

### Tumulus II

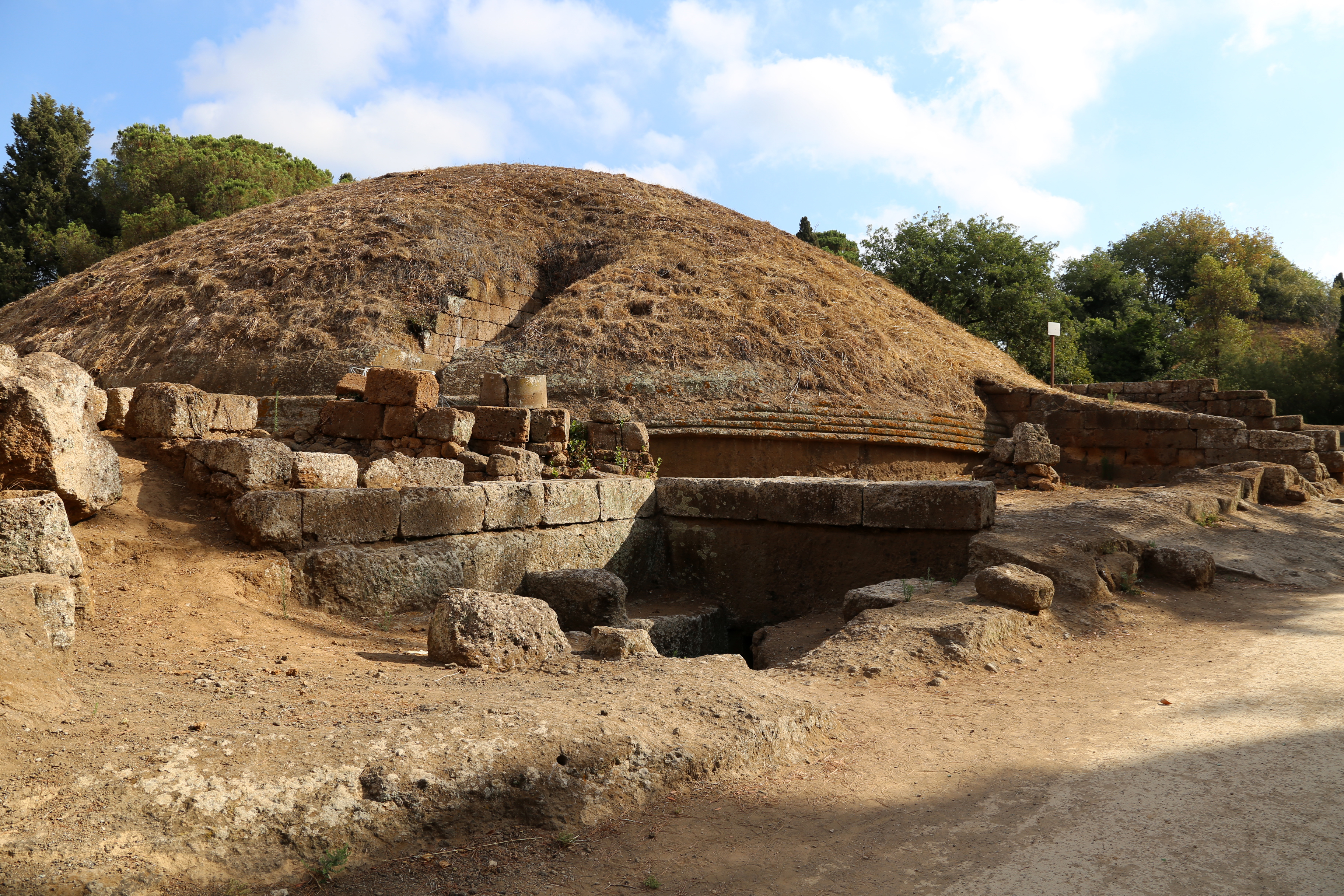
Tumulus II

Ce tumulus couvre quatre tombes distinctes :

#### Tombe de la Cabane
Cette tombe à tumulus du VIIe siècle av. J.-C. est une des premières imitant la maison des vivants.
Un long dromos à ciel  mène à deux chambres taillées dans le tuf volcanique.
La première chambre a un toit à pignon de bois et de chaume et des banquettes le long des murs. Elle fait fonction d'atrium à la chambre funéraire plus petite, située dans le prolongement.

Tombe de la Cabane
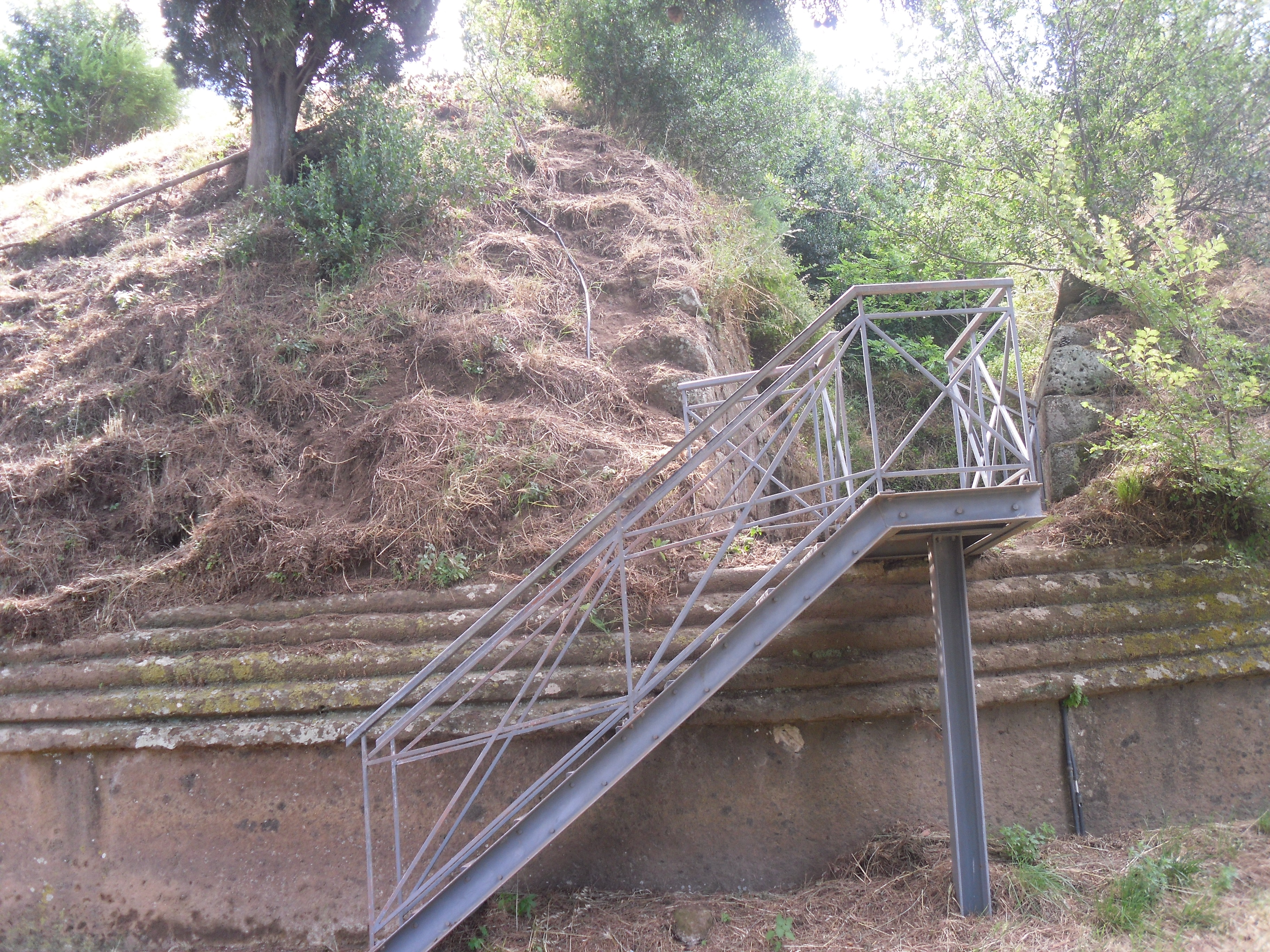
Entrée du tumulus.
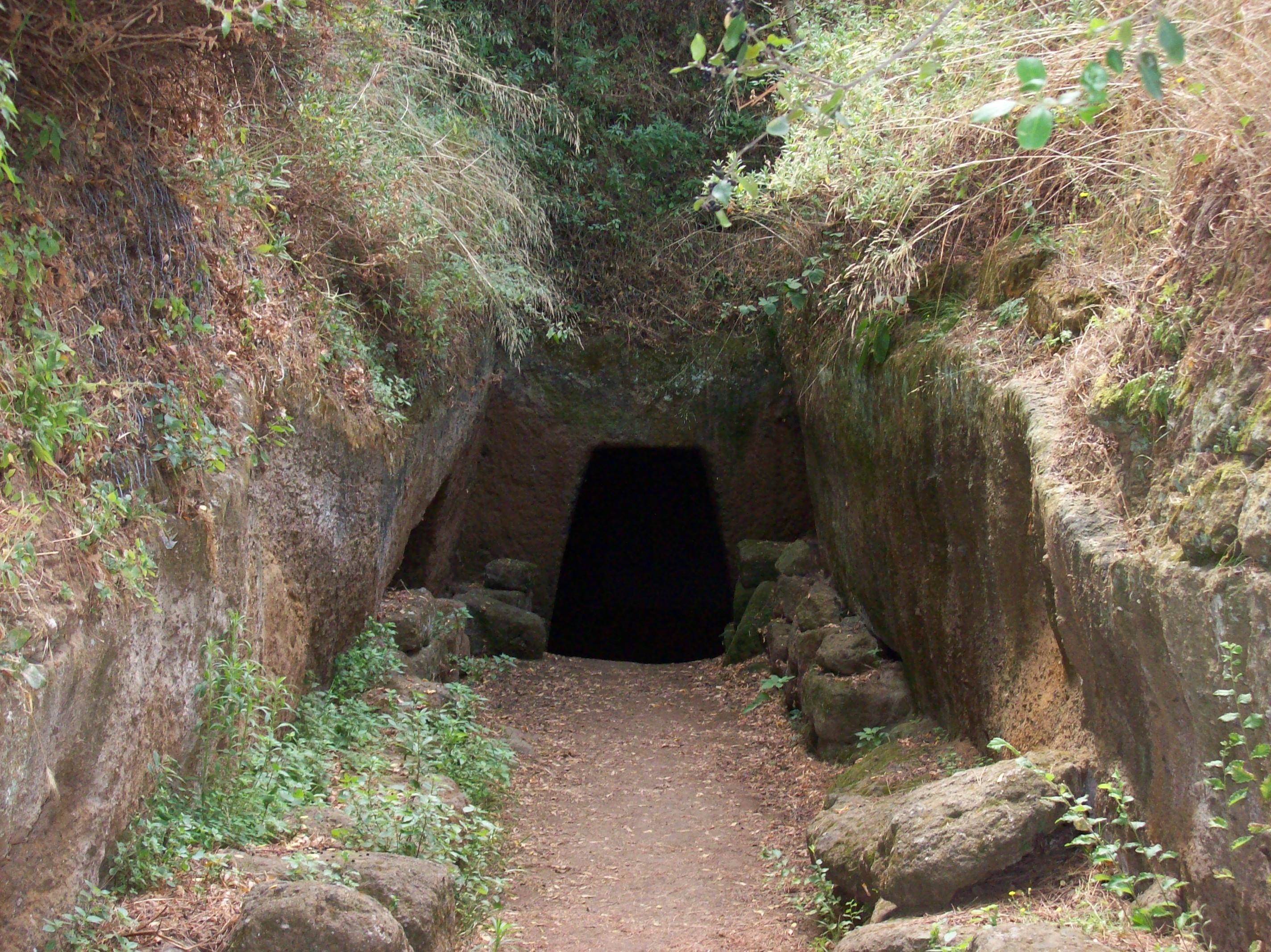
Entrée de la tombe.
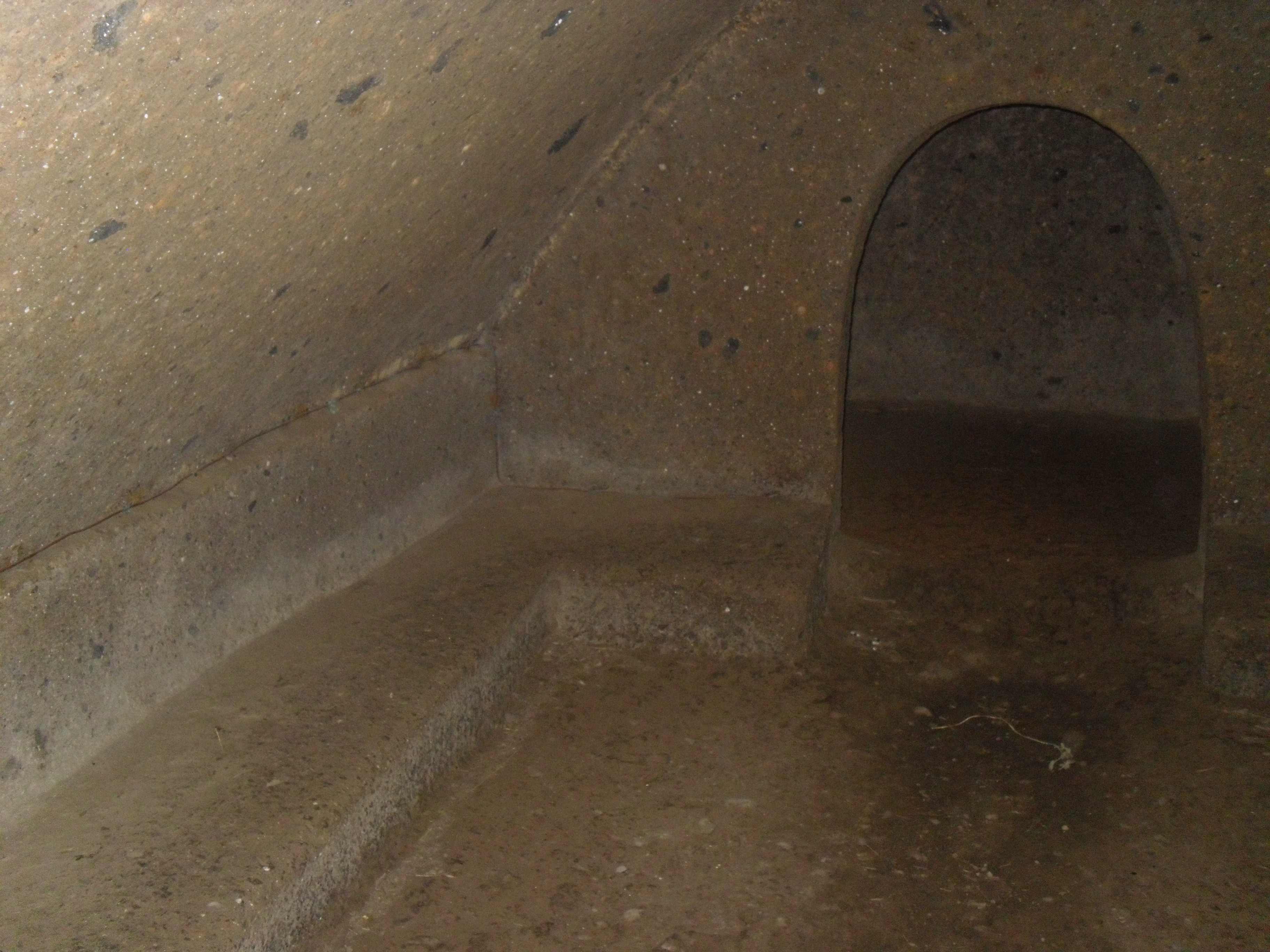
Chambre funéraire.

#### Tombe des Jarres
La tombe des Jarres, du VIe siècle av. J.-C., est ainsi nommée pour le grand nombre de récipients de type dolium, destinés à conserver le vin et les denrées alimentaires, et des vases protocorinthiens et corinthiens qu'elle contenait.
La tombe à entrée unique est constituée de deux chambres alignées. Elle partage son dromos avec la tombe des Chenets.

Tombe des Jarres
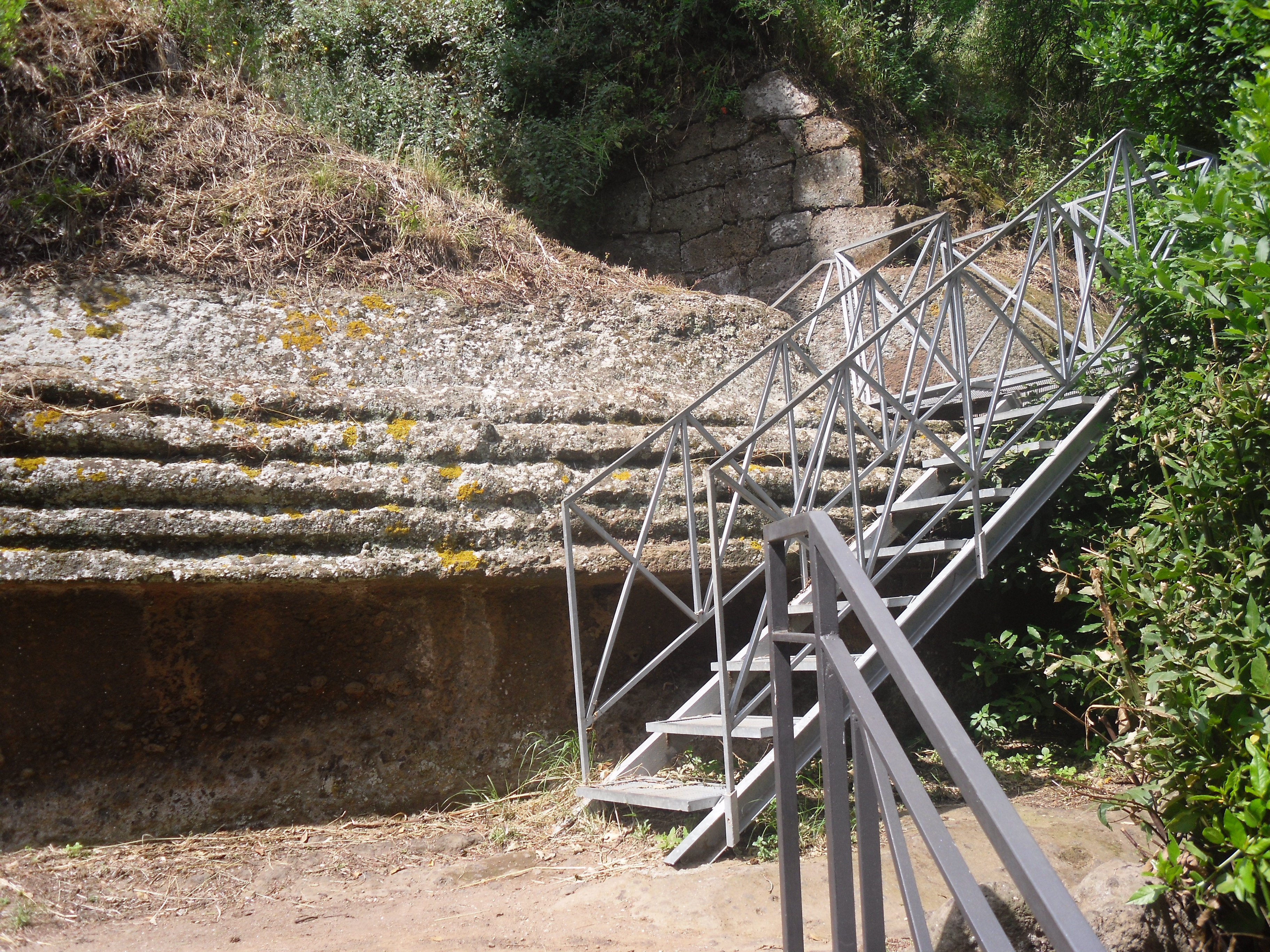
Accès  au tumulus.
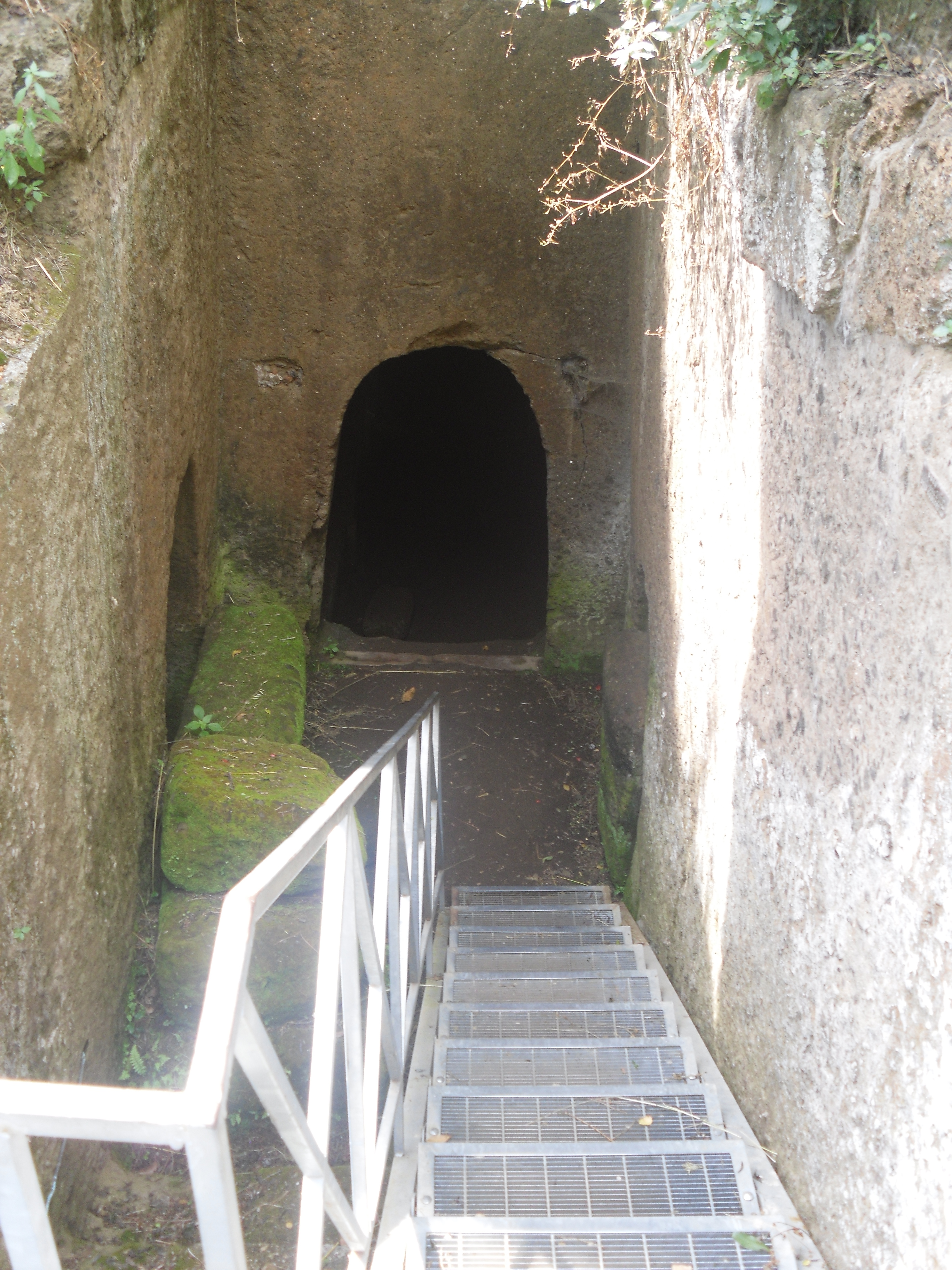
Dromos.
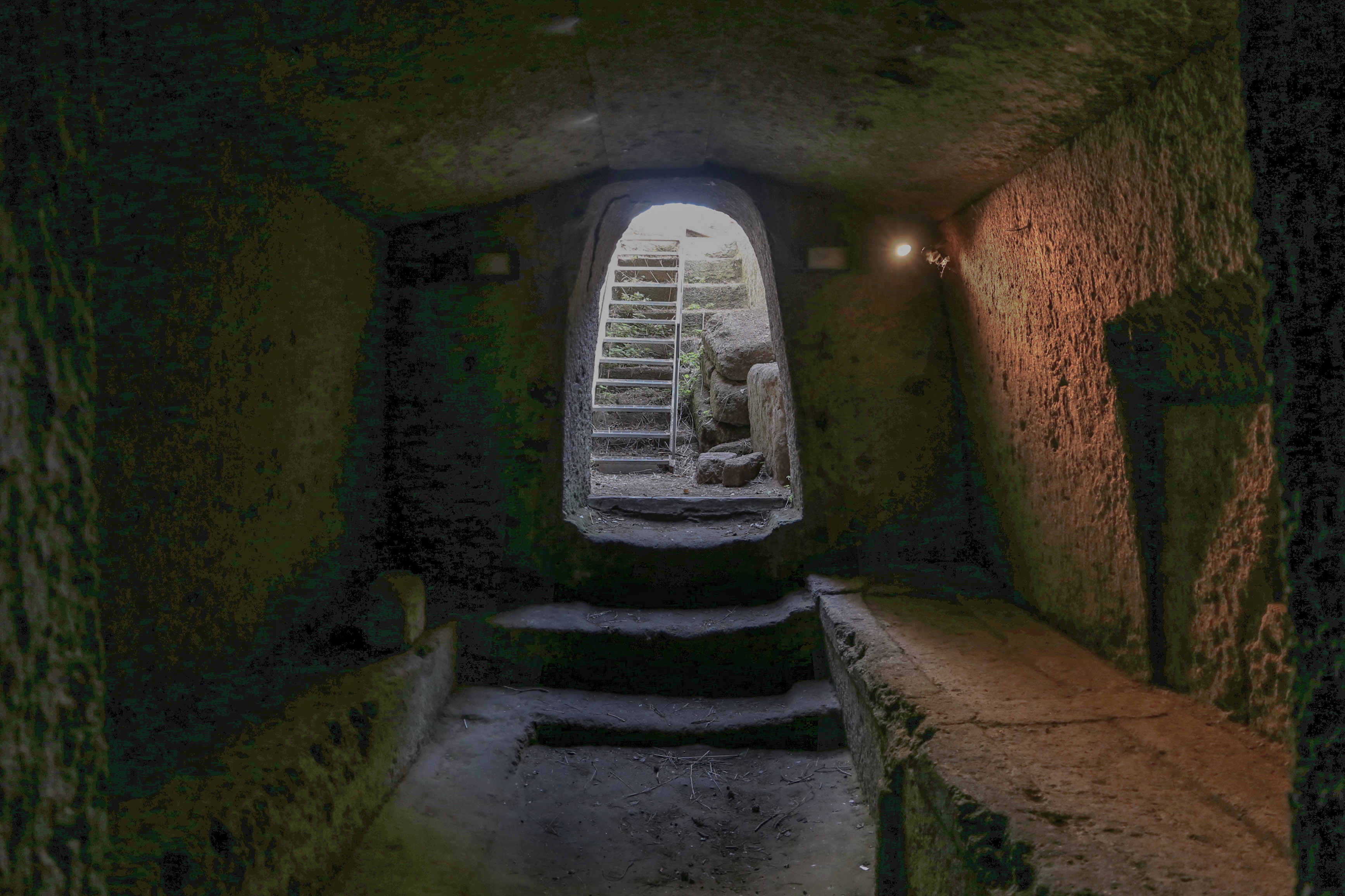
1re salle et chambre funéraire.
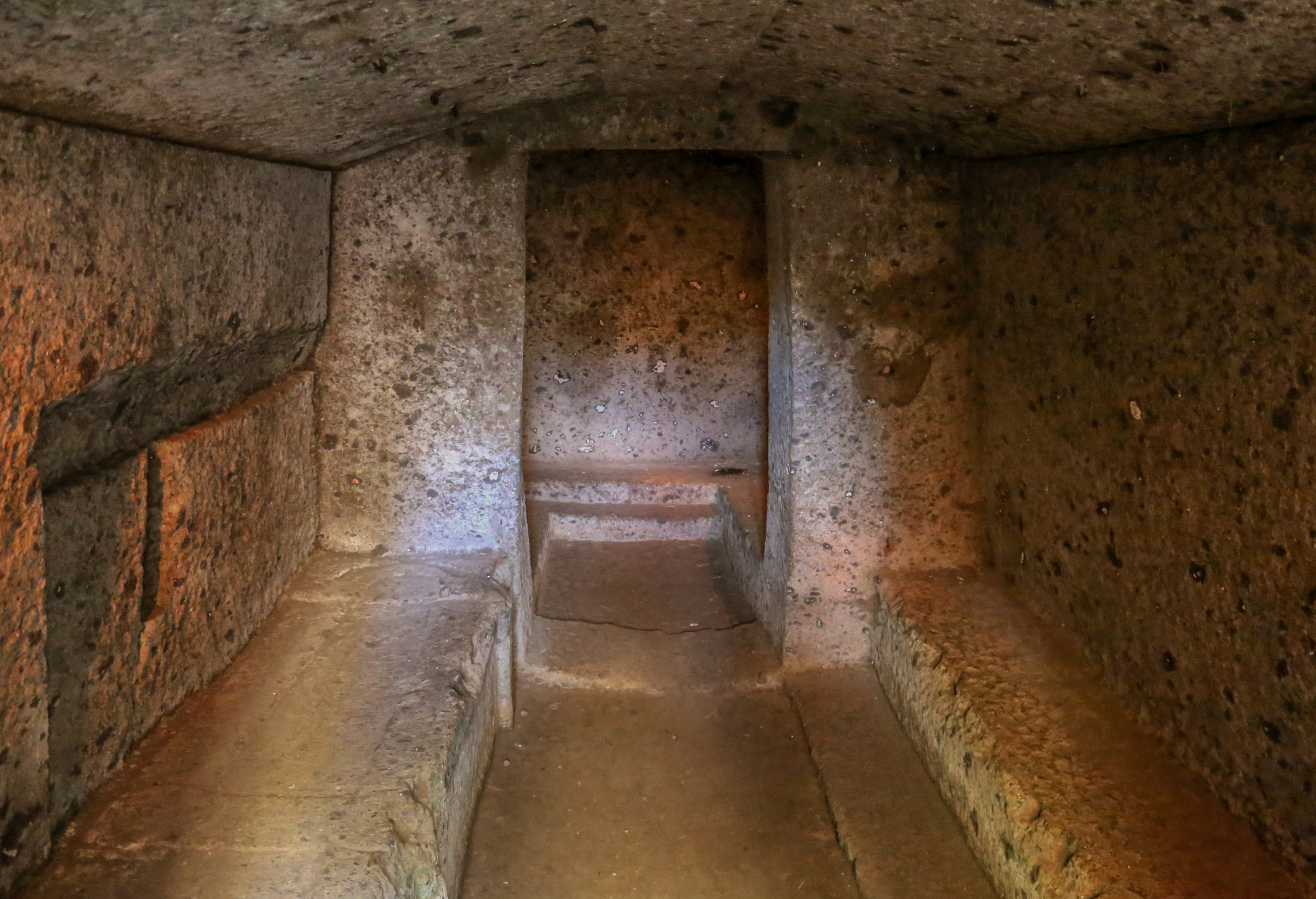
1re salle et chambre funéraire.
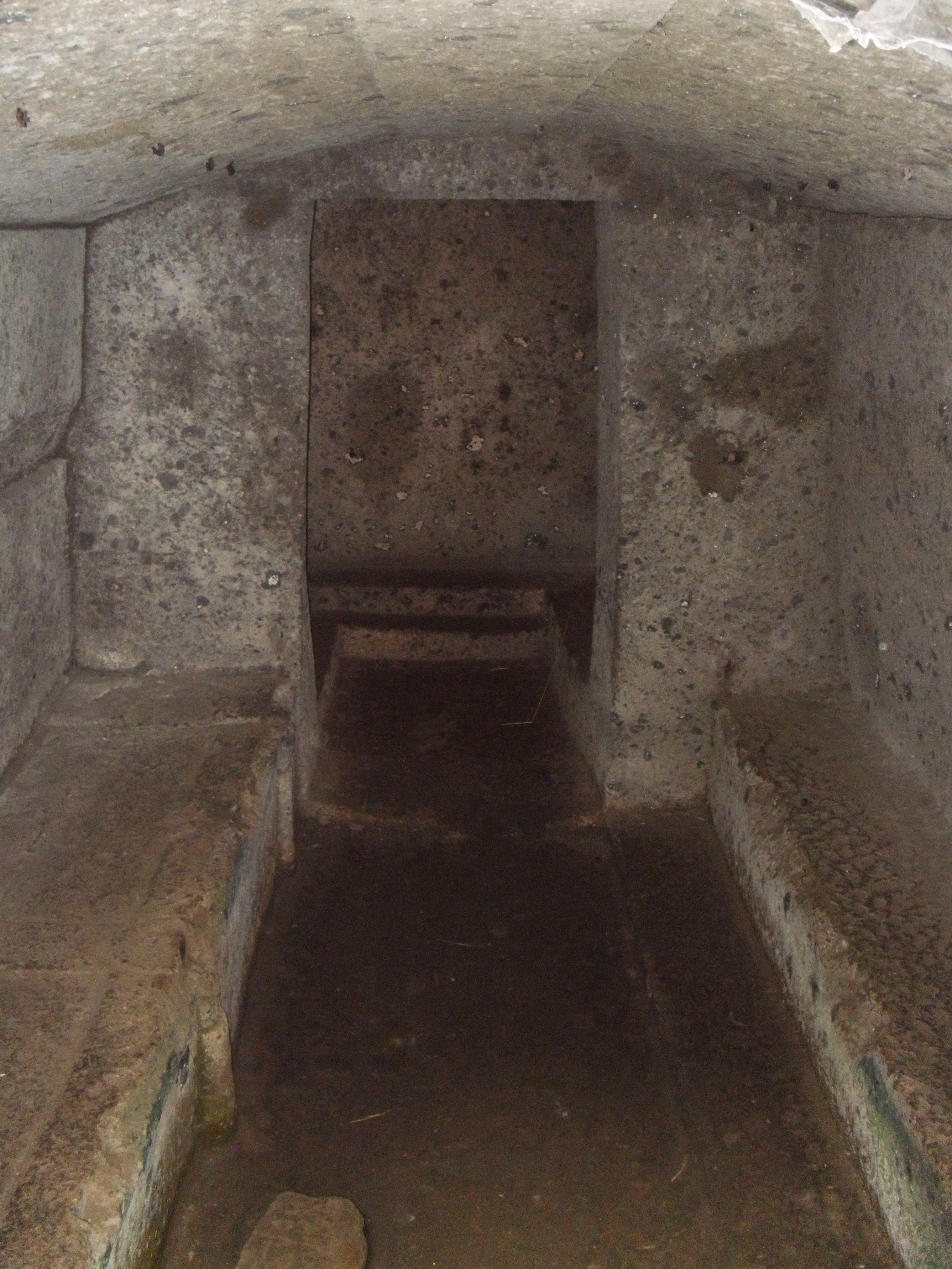
Chambre funéraire
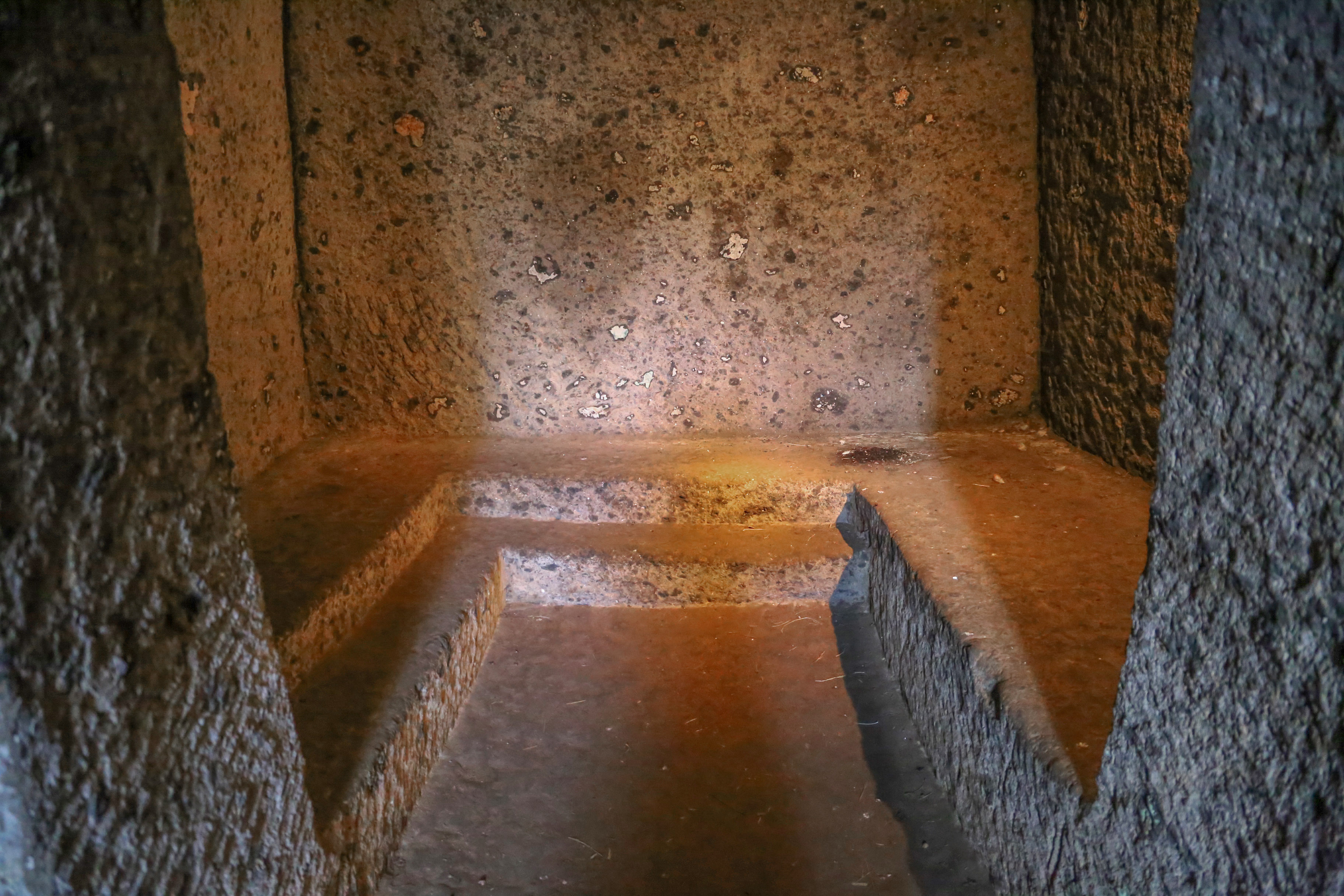
Chambre funéraire.

#### Tombe des Chenets
(VIe siècle av. J.-C.) pour ses nombreux objets de cuisine (dromos commun avec la précédente)
La tombe des Chenets, qui date du VIe siècle av. J.-C., fait aussi partie des quatre tombes du Tumulus II. Elle son nom à l'abondant matériel culinaire trouvé sur place, parmi lesquels des chenets de fer.
La tombe, dont l'entrée est commune avec celle des Jarres, est constituée de deux chambres latérales. Restée inviolée, elle contenait une grande quantité de récipients et chaudrons en bronze, des broches et trépieds pour la cuisson des viandes, ainsi qu'un service de table de 109 pièces ; des vases protocorinthiens étaient encore accrochés aux parois par des clous oxydés.
Il s'agit d'une tombe féminine, comme l'attestent les ornements d'or, pyxides et petits vases à onguents.

#### Tombe des Lits et des Sarcophages
La tombe à entrée unique est datée du VIe siècle av. J.-C. Elle est constituée de deux chambres latérales et deux autres dans l'axe, la première de 4,30 × 3,70 m, la suivante au fond de 3,20 × 2,70 m. Ces deux pièces comportent un plafond à deux pentes et poutre faîtière simulée. La première est équipée de lits et de sarcophages probablement destinés aux femmes défuntes. La seconde, au fond, ne comprend que des banquettes en pierre sur trois côtés.

#### Tombe des Vases grecs
Cette tombe qui date du VIe siècle av. J.-C. est  accessible par un dromos et imite un temple étrusque.
L'arrangement des chambres n'est pas aligné comme dans les autres tombes du tumulus II. La chambre principale, large de 8,70 m, est a camera (voûte à deux pentes et poutre faîtière simulée), avec plusieurs banquettes, destinées aux urnes et sarcophages. La poutre du columen est placée perpendiculairement à l'entrée et déborde des chambres latérales, accessibles par le dromos.
Les trois chambres annexes, accessibles chacune par une porte, ne comportent que des banquettes.

Tombe des Vases grecs
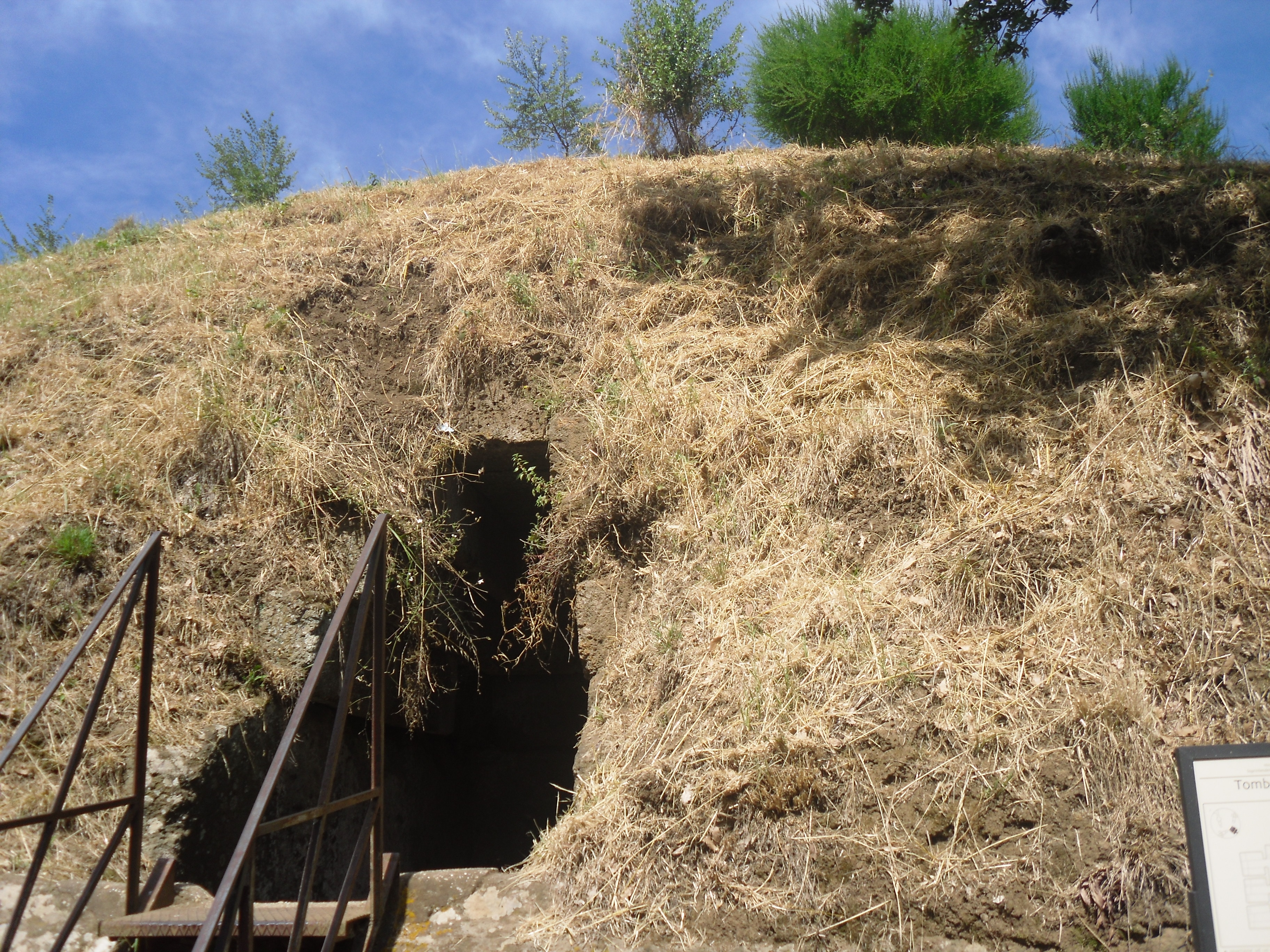
Accès à la tombe
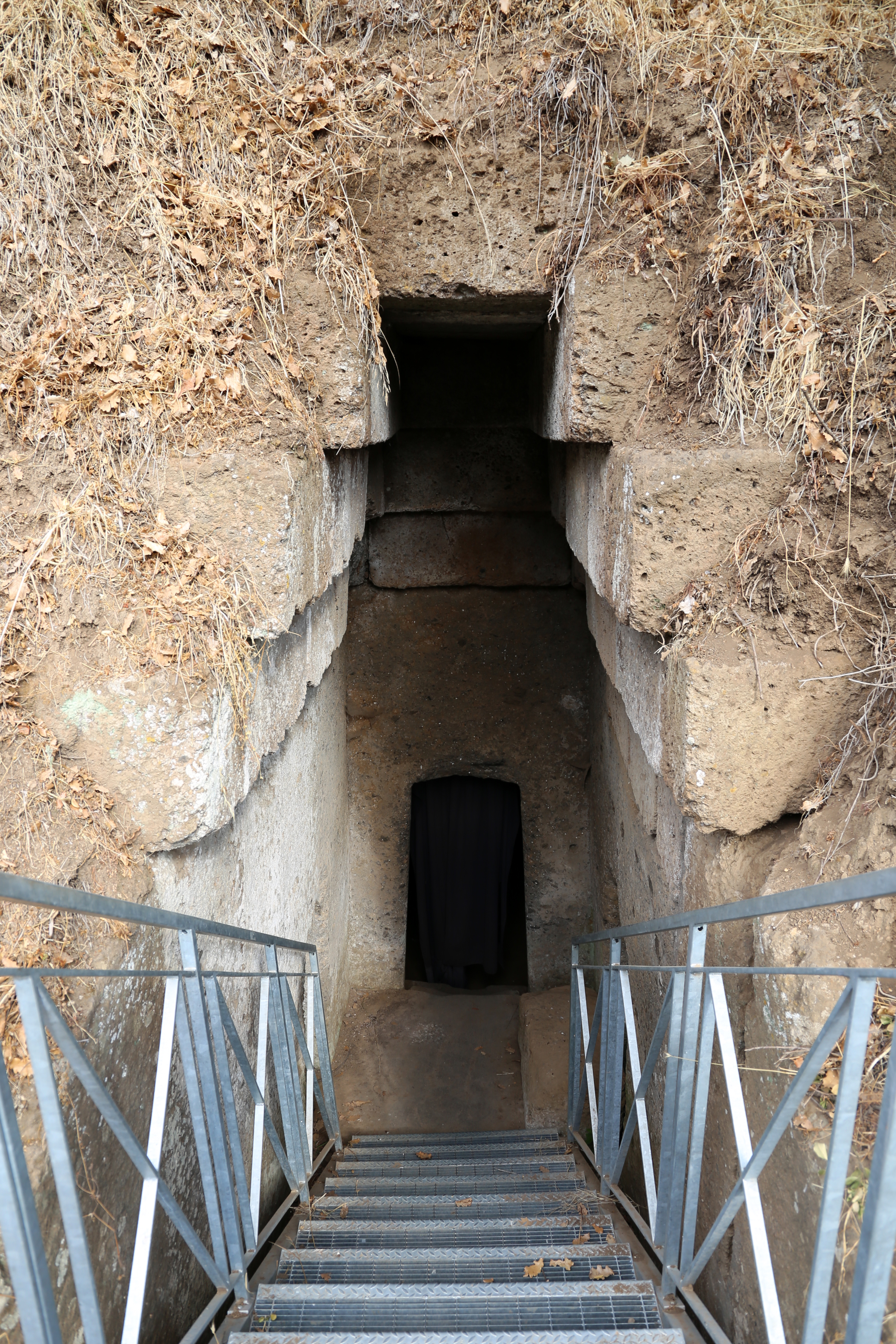
Dromos
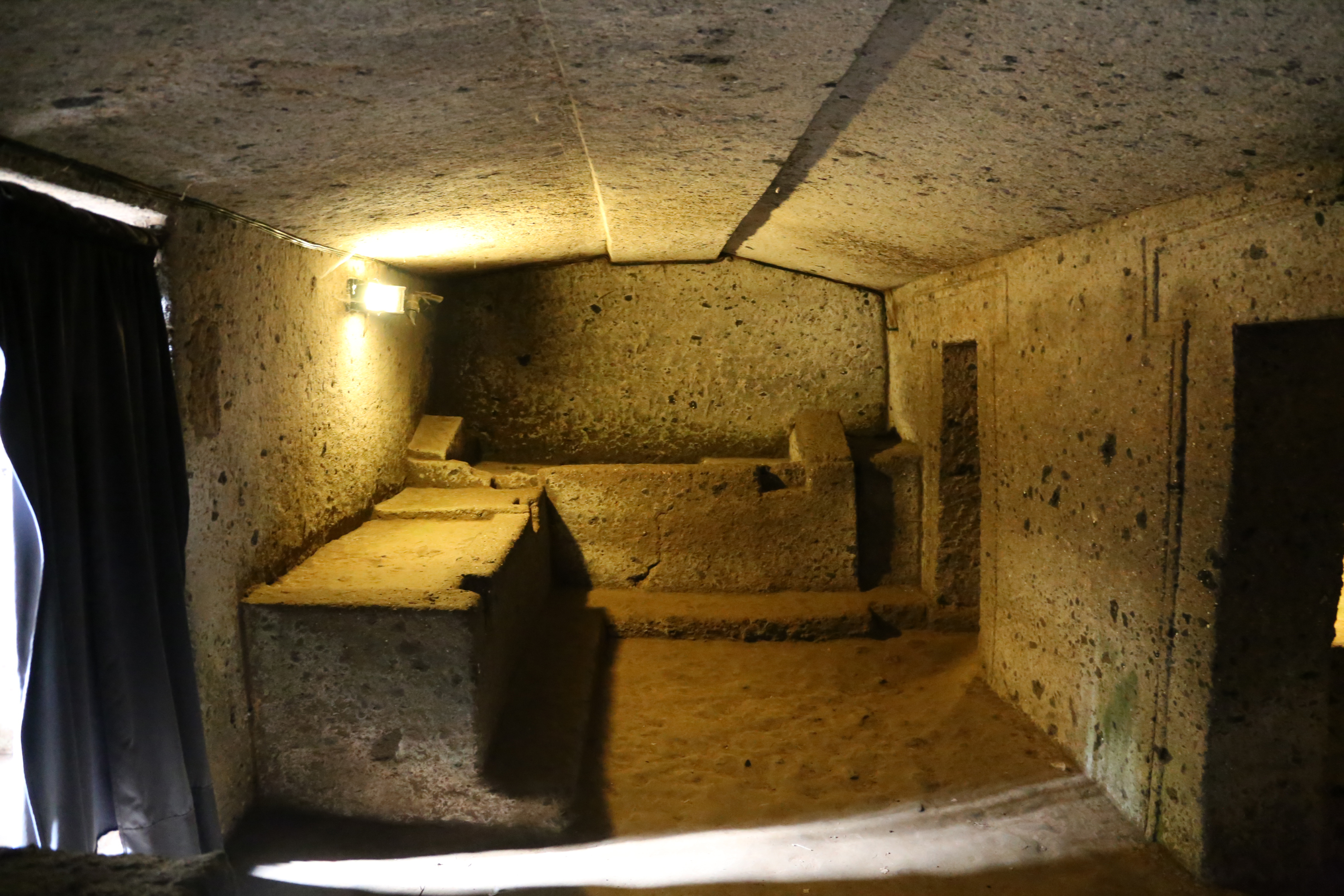
Banquettes d'une des chambres

### Tombe des Reliefs

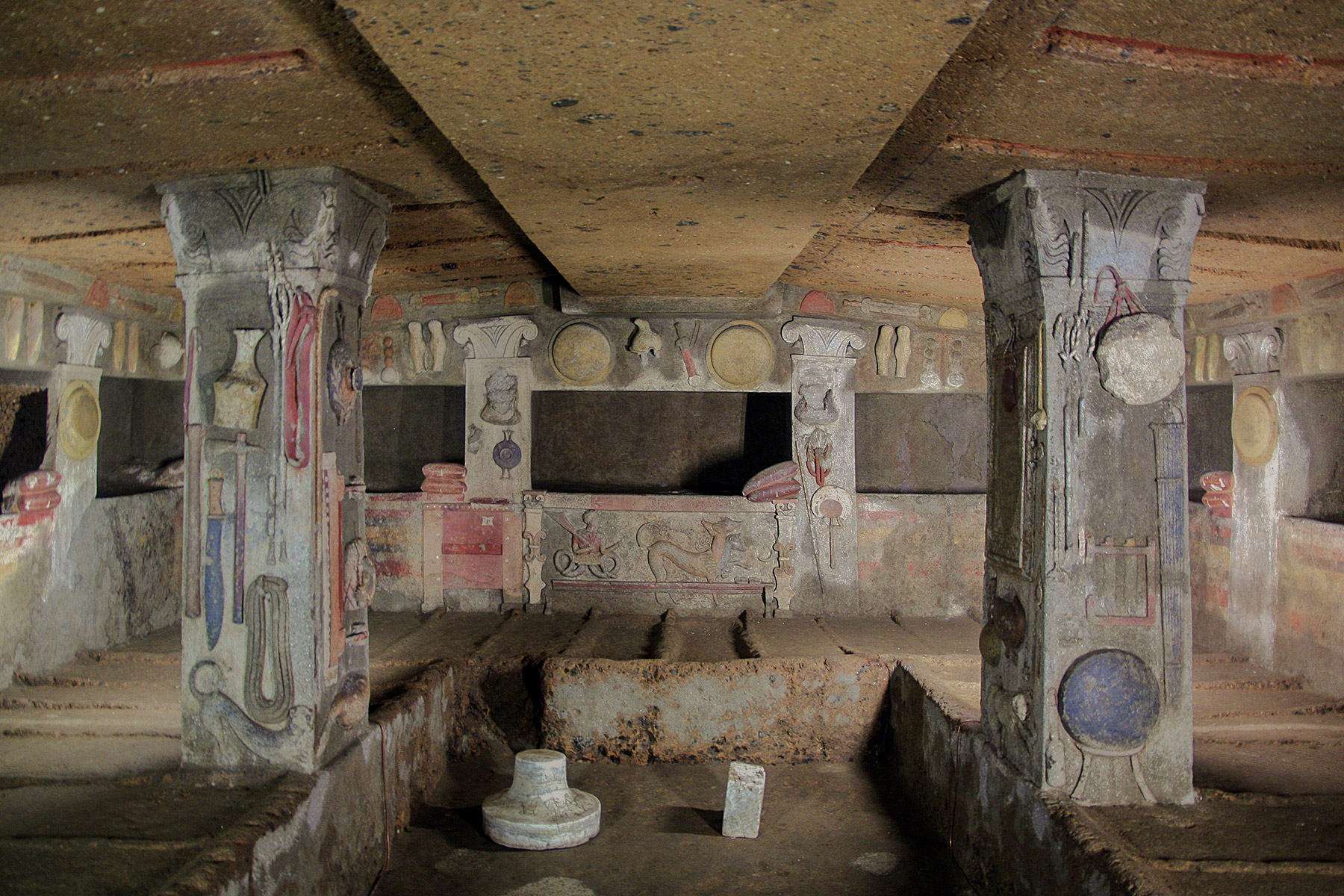
Bas-reliefs en stuc de la tombe des Reliefs.

La tombe des Reliefs, du IVe siècle av. J.-C., qui est celle de la famille Matunas, est la plus célèbre de toute la nécropole de Banditaccia. Elle est  accessible par un long dromos qui aboutit à une chambre a camera, à deux pentes et poutre faîtière simulée, de 6,5 × 7,8 m, soutenue par deux colonnes à chapiteaux éoliques.
La tombe dispose de nombreux emplacements pour le repos des défunts : treize doubles niches funéraires et une saillie sculptée réservant un espace supplémentaire pour 34 corps.
Les bas-reliefs en stuc représentent des armes et des objets de culte ou de la vie quotidienne chez les Étrusques : fronde, chariot, ratelier à couteaux, hache, coutelas, broches à rôtir, tenailles, pinces, bourse de cuir, houlettes de berger...

### Tombe de la Corniche

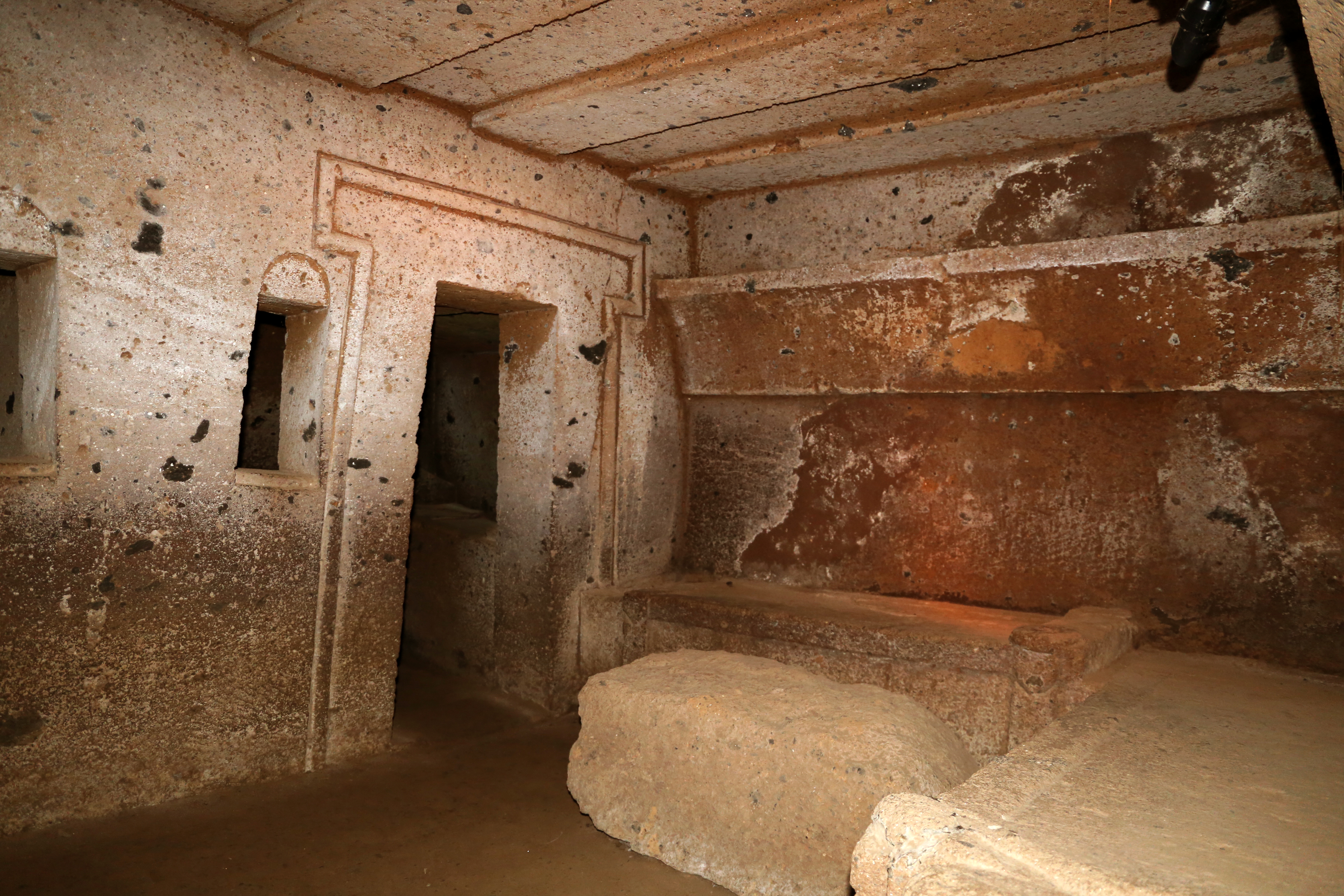
Intérieur de la chambre principale, avec la corniche.

Cette tombe à tumulus du (IVe siècle av. J.-C.) présente plusieurs chambres funéraires du type a camera (avec voûte à deux pentes et poutre faîtière simulée) qui imitent l'intérieur d'un habitat étrusque. Son nom est dû à une corniche qui court le long des parois de la chambre principale ; elle comporte également deux trônes avec repose-pieds de chaque côté de la porte.

### Tombe des Chaises et des Boucliers
Cette tombe a camera, de la fin du VIIe ou du début du VIe siècle av. J.-C., se trouve avec la Tomba dei Leoni dipinti et la Tomba dell'Argilla à l'intérieur du  Tumulus degli Scudi e delle Sedie, l'un des plus grands de la nécropole, avec ses 40 m de diamètre.
Le dromos donne accès à l'atrium sur lequel s'ouvrent latéralement deux chambres et une salle rectangulaire dont le toit à forme plane comporte des poutres en relief (tombe a camera).
Six lits sculptés dans le tuf avec pieds à pilier et coussins en forme de demi-lune étaient destinées aux dépositions masculines tandis que les femmes étaient déposées dans des cercueils à sarcophage.
Quatorze boucliers sont gravés sur les parois, entre les portes des chambres et au-dessus de fauteuils de genre crapaud, sculptés dans la roche.

### Tombe des Cinq Chaises

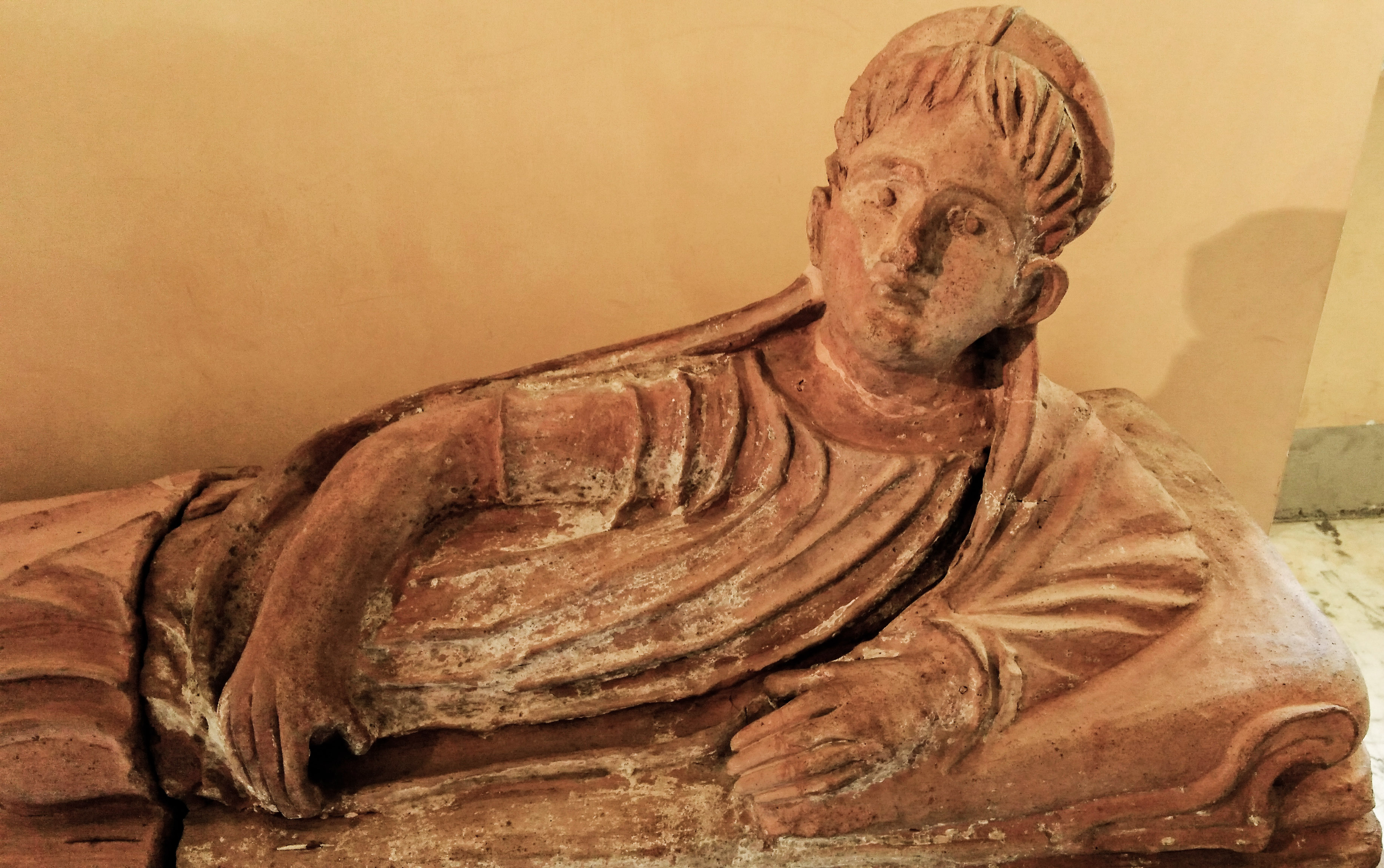
Tombe des Cinq Chaises. Statuette du dignitaire (Musée du Capitole).

La tombe, dont le nom est dû à la présence de cinq sièges pourvus de repose-pieds sculptés le long de la même paroi, fut découverte en 1865 par les Castellani, et daterait de 650 - 625 av. J.-C.
Elle présente trois chambres funéraires avec dromos à escalier, en partie à ciel ouvert. Au moment de la découverte, chacun des cinq sièges comportait une statue en terre cuite dont une est conservée au Museo dei Conservatori et une autre au British Museum.

### Tombe de l'Alcôve
La tombe en hypogée est  accessible par un  dromos à gradins qui donne sur une grande chambre à pilastres cannelés, et à plafond simulant les poutres de bois (chambre a camera). Une structure fermée, encadrée par deux pilastres, donne accès à un lit surélevé en alcôve, destiné aux deux époux. Elle est datable des époques classique tardive et hellénistique étrusque.

### Tombe de la Chaumière

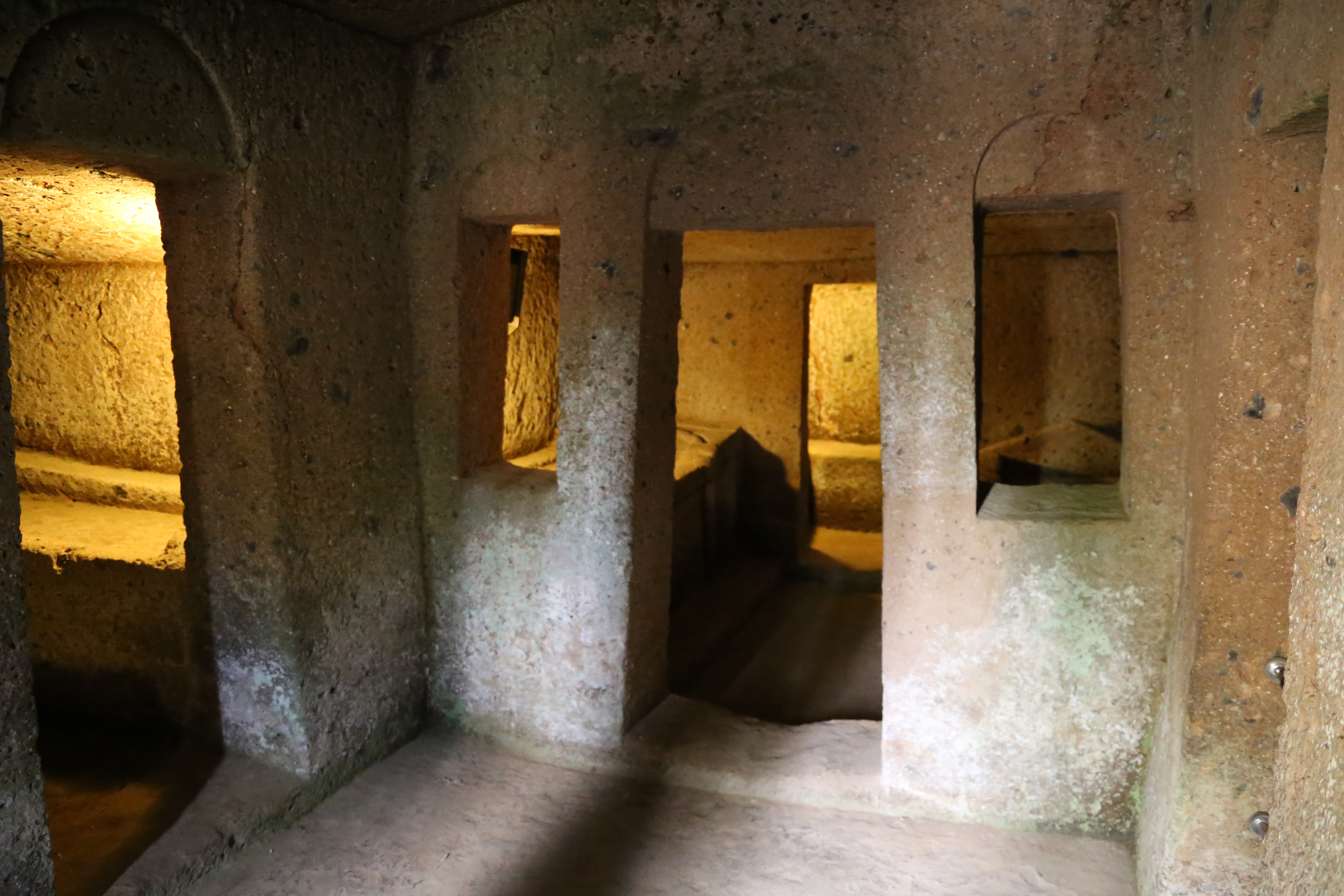
Tombe de la Chaumière, vers 600-580 av. J.-C.

La tombe de la Chaumière (Tomba della casetta) date de la fin du VIe siècle avant J.-C. Le tombeau, creusé dans un banc de tuf, présente une structure architecturale complexe : depuis le court
dromos (couloir), on accède à la salle funéraire principale, puis à trois autres salles disposées selon un plan cruciforme. Les portes sont surmontées de petits arcs, et les petites fenêtres donnant sur la chambre funéraire dans l'axe de la pièce sont particulièrement raffinées. Il y a six lits funéraires dans la tombe,.

### Autres tombes
- Tumulo Maroi (VIIe siècle av. J.-C.)
- Tumulo policromo (VIe siècle av. J.-C.)  - tumulus et tombe dits « polychromes » par l'usage de tuf de différentes couleurs, à tumulus
- Tumulo Mengarelli (VIIe siècle av. J.-C.)
- Tomba del Pozzo en hypogée - présence d'un puits (ouvert dans l'atrium)
- Tomba dei Vasi Aretini
- Tomba via dei Serpi
- Tomba di Marcus Ursus

D'autres tombes ont fait l'objet d'études :
- Andrea Sartori, Caere, nuovi documenti dalla necropoli della Banditaccia : tombe B25, B26, B36, B69, Studi del Civico Museo archeologico e del Civico Gabinetto numismatico di Milano, 2002